# Биатлон на зимней Универсиаде 2009
Соревнования по биатлону в рамках зимней Универсиады 2009 года проходили с 21 февраля по 28 февраля. Было разыграно 9 комплектов наград: мужчины и женщины выявили сильнейших в индивидуальной гонке, спринте, преследовании, масс-старте и смешанной эстафета.

## Результаты соревнований
| Гонка                                                                                     | Женщины | Мужчины |
| ----------------------------------------------------------------------------------------- | --- | --- |
| Индивидуальная гонка 1. 21 февраля 2009 Женщины: 15 км 2. 21 февраля 2009 Мужчины: 20 км  | Анна Кунаева 51:46.1 (3) Надежда Частина +42.0 (3) Франциска Хильдебранд +1:00.7 (1)                                                                                   | Артём Гусев 56:53.4 (5) Реми Боржо +11.4 (1) Сергей Семёнов +1:38.5 (6)                                                                                                |
| Спринт 1. 24 февраля 2009 Женщины: 7,5 км 2. 24 февраля 2009 Мужчины: 10 км               | Надежда Частина 22:49.0 (1) Марина Коровина +11.9 (2) Агнешка Гжибек +15.9 (2)                                                                                         | Артём Гусев 25:44.6 (0) Олег Бережной +1.9 (0) Ярослав Соукуп +27.3 (1)                                                                                                |
| Гонка преследования 1. 25 февраля 2009 Женщины: 10 км 2. 25 февраля 2009 Мужчины: 12,5 км | Анна Кунаева 33:14.7 (4) Лю Юаньюань +19.4 (5) Вероника Новаковская +20.8 (5)                                                                                          | Олег Бережной 33:47.3 (1) Артём Гусев +1:12.9 (8) Ярослав Соукуп +1:17.2 (3)                                                                                           |
| Смешанная эстафета 1. 27 февраля 2009 Женщины + Мужчины: 2×6 + 2×7,5 км                   | Россия 1:16:57.7 (1+7) (Кунаева, Максимова, Баландин, Трусов) Франция +2:11.8 (0+6) (Бескон, Боск, Гигонне, Боржо) Украина +2:44.1 (1+13) (Жибер, Шестак, Юнак, Колос) | Россия 1:16:57.7 (1+7) (Кунаева, Максимова, Баландин, Трусов) Франция +2:11.8 (0+6) (Бескон, Боск, Гигонне, Боржо) Украина +2:44.1 (1+13) (Жибер, Шестак, Юнак, Колос) |
| Масс-старт 1. 28 февраля 2009 Женщины: 12,5 км 2. 28 февраля 2009 Мужчины: 15 км          | Сун Чаоцин 39:13.4 (5) Анна Сорокина +6.5 (3) Надежда Частина +9.5 (3)                                                                                                 | Ярослав Соукуп 42:03.2 (2) Алексей Трусов +33.5 (4) Артём Гусев +33.6 (4)                                                                                              |

## Медальный зачёт в биатлоне
| Место | Страна   |   |   |   | Всего |
| ----- | -------- | - | - | - | ----- |
| 1     | Россия   | 6 | 5 | 2 | 13    |
| 2     | Украина  | 1 | 1 | 2 | 4     |
| 3     | Китай    | 1 | 1 | 0 | 2     |
| 4     | Чехия    | 1 | 0 | 2 | 3     |
| 5     | Франция  | 0 | 2 | 0 | 2     |
| 6     | Польша   | 0 | 0 | 2 | 2     |
| 7     | Германия | 0 | 0 | 1 | 1     |